# Ivano Leccisi
Ivano Leccisi (Lecce, 5 dicembre 1957) è un politico italiano.

## Biografia
Di professione avvocato, è figlio del deputato e sottosegretario della DC Pino Leccisi (scomparso nel 1998).
Impegnato in politica con Forza Italia, viene eletto alla Camera dei Deputati nel 2001, restando in carica per una legislatura fino al 2006.